# Gare d’Anetz
Gare d'Anetz vasútállomás Franciaországban, 
- Anetz
- Vair-sur-Loire

 településen.

## Vasútvonalak
Az állomást az alábbi vasútvonalak érintik:
- Tours–Saint-Nazaire-vasútvonal

## Kapcsolódó állomások
A vasútállomáshoz az alábbi állomások vannak a legközelebb: